# Latitude (radio)
Pour l’article ayant un titre homophone, voir Latitude (homonymie).
Latitude est une station de radio locale indépendante de catégorie B diffusant son programme principalement dans le département de l'Aube. La radio est membre du SIRTI.

## Historique

### 1982-1997: Antenne Troyes
C'est le 2 octobre 1982 qu'Antenne Troyes a vu le jour. La radio a reçu son autorisation d'émettre dès l'année suivante en tant que radio privée de catégorie A.

### 1997-2008: Latitude FM remplace Antenne Troyes
À partir de 1997 et la prise en main de la station par Mickaël Marteaux — connu en tant qu'animateur sous le nom de Mike —, Antenne Troyes devient Latitude FM. La station change de dénomination et de format musical, diffusant une programmation dance et techno.
En 2000, la radio change de locaux, passant du Mail des Charmilles au boulevard Jules-Guesde à Troyes.

### 2008-2016: Radio Latitude
En 2007, Mike, le directeur d'antenne de la station quitte la radio. En 2008 Sylvain Jourdain modernise à nouveau le format musical et sa dénomination. Latitude FM devient Radio Latitude et diffuse une programmation plus axée sur la musique dancefloor.
En septembre 2009, la station décide de renforcer l'information locale sur son antenne, quasiment inexistante par le passé, grâce au recrutement de journalistes locaux.
Depuis le 3 juillet 2010, la radio change de locaux, quittant le 33, boulevard Jules-Guesde à Troyes au profit de locaux neufs sur deux étages au 33, avenue Jules-Guesde à Pont-Sainte-Marie. Cette nouvelle dynamique est également le point de départ d'une vaste campagne de communication dans le département.
En 2011, Radio Latitude avait réalisé pour la 4e année consécutive un nouveau record d'audience avec 7,4 % d'audience cumulée à Troyes, devançant ainsi l'ensemble des stations régionales et locales et plusieurs stations nationales,.
À partir du 6 novembre 2012, Radio Latitude change de catégorie et devient une radio locale commerciale de catégorie B.
Le 1er janvier 2013, Radio Latitude est devenue membre du GIE Les Indés Radios, commercialisé par TF1 Publicité.
Le 9 février 2014 à Paris, à l'occasion du Salon de la radio, Radio Latitude a été récompensée par le prix ON'R Qualifio de radio de l'année dans la catégorie « locale ».

### 2014-2016: prise d'otage et affaire judiciaire
Le jeudi 17 avril 2014, une prise d'otage s'est déroulée dans les locaux de la radio. Un animateur a été retenu pendant quatre heures par un jeune mineur de 17 ans, qui est parvenu à entrer dans le studio et à intervenir en direct à l'antenne. Lors de son intervention, il accuse le directeur Sylvain Jourdain de l'avoir violé à l'âge de 14 ans lors d'un stage. En 2016, le preneur d'otage est condamné à 24 mois de prison dont 12 avec sursis.
Lors d'investigations engagées après la prise d’otage, des images pédopornographiques auraient été découvertes par la justice sur l'ordinateur de Sylvain Jourdain. Placé sous contrôle judiciaire, il est mis en examen pour agressions sexuelles, viols, corruption de mineurs et détention de fichiers pédopornographiques,, puis renvoyé devant le tribunal correctionnel de Troyes. Le 16 mai 2016, Sylvain Jourdain est retrouvé mort, son corps pendu à 4 mètres de hauteur dans un hangar agricole au Pavillon-Sainte-Julie. Dans les écrits laissés par ses soins avant sa mort, le directeur et animateur de l'antenne avait fait part de son sentiment de persécution.

### 2022: déménagement et extensions
Fin 2022, la radio fait l'acquisition de nouveaux locaux, après un développement de sa zone de couverture, et une audience en croissance continue. La radio obtient le mux local en DAB+, mais également change de fréquence sur Saint-Dizier sur le 106.5, obtient une couverture additionnelle sur Bar sur Aube, Romilly sur Seine, et Nogent sur Seine, quadrillant un territoire cohérent, et propose un programme d'hyper local, avec du décrochage de programmes à l'intérieur du département de l'Aube.
La station avait postulée sur Sens et Châlons-en-Champagne, au profit d'autres opérateurs.

## Identité de la station

### Siège
Les locaux de la radio étaient situés à Pont-Sainte-Marie. Depuis 2022, la station a fait l'acquisition des locaux de l'ancienne Caisse d'Epargne de Troyes. Des locaux modernes, et qui permettent de nouvelles activités à l'entreprise.

### Logos

Logo de Latitude durant les années 2000
Logo de Latitude en 2010
Logo de Latitude jusqu'en 2016
Logo jusqu'en 2022 (ELECTRO RNB)
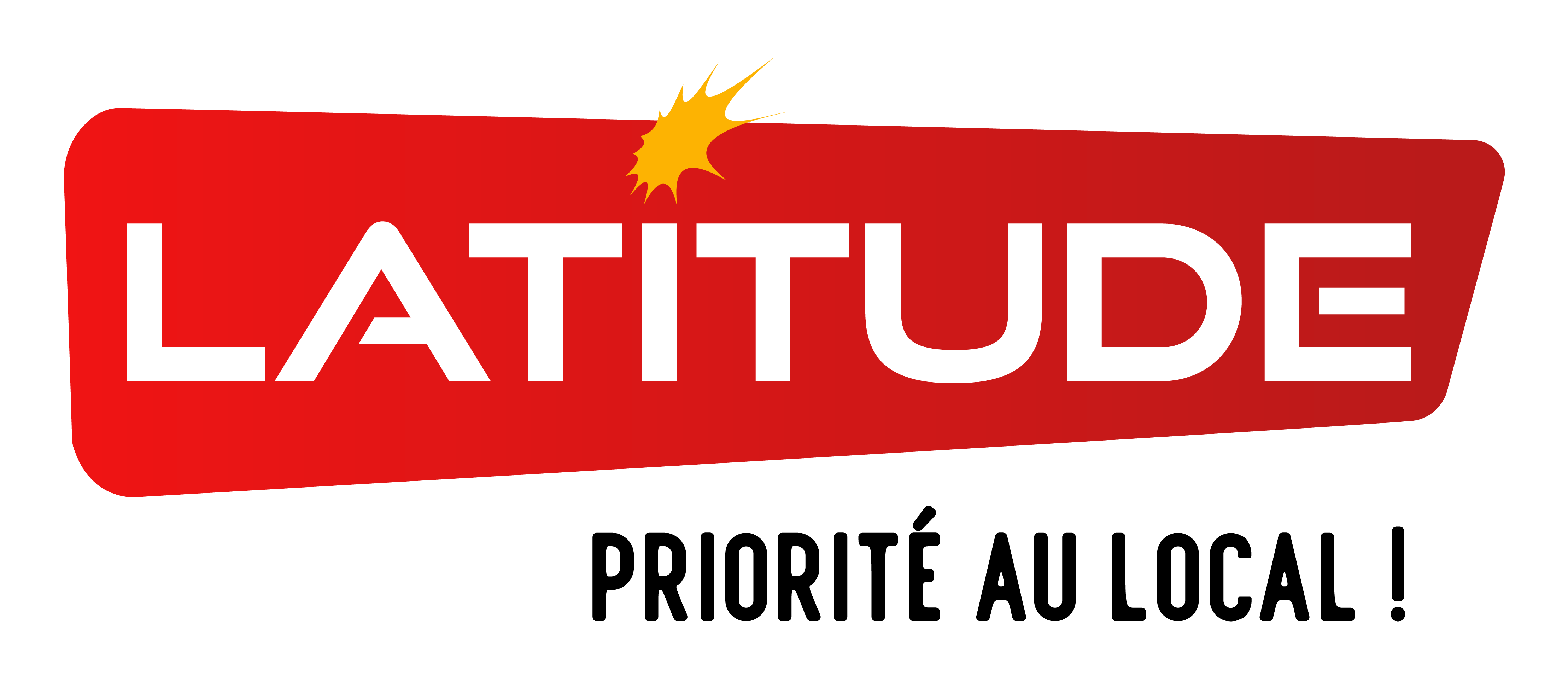
Logo actuel de LATITUDE

## Programmation

### Généralités
Latitude est une radio musicale de proximité, dont la thématique principale est la musique électronique. En septembre 2016, Electro RnB est venu remplacer Dancefloor Music, pour affirmer le positionnement musical des clubs. Toutes les semaines, Latitude propose quatorze heures de programme de mix, réalisées par des DJ et talents locaux de Troyes et Saint-Dizier.
La radio a profité de ce changement de slogan pour changer également de nom, de Radio Latitude à Latitude.
Le slogan a évolué post-covid qui a montré l'importance du local, avec en promesse de programme "priorité au local", qui assume l'identité de l'antenne, et vient ainsi combler un manque de média radio d'hyper proximité qui n'existait pas jusque là dans l'Aube.

### Émissions
Latitude programme deux émissions de divertissement au cours de la semaine :
- Les Colocs, quotidienne[13] ;
- Léø radio, hebdomadaire présentée chaque samedi[14].

Différentes émissions dites « musicales » sont diffusées tout au long de la semaine sur Latitude :
- Vintage Club, émission diffusée chaque jour diffusant les plus gros titres Electro RnB des années 1990 et 2000 ;
- Cyril, quotidienne qui partage toutes les informations locales du moment et diffuse le son Electro RnB de Latitude ;
- Only Rap, émission de quatre heures le dimanche soir qui diffuse les plus gros titres rap du moment.

## Zone de couverture
Depuis sa création, Radio Latitude diffuse son programme depuis un émetteur libre. Jusqu'en 2000, l'émetteur était implanté au-dessus de ses studios situé Mail des Charmilles à Troyes à 110 m d'altitude avec une antenne d'une hauteur de 15 mètres. De 2000 jusqu'en 2010, il était situé au 33, boulevard Jules-Guesde à Troyes à 110 m d'altitude. Sa puissance est de 1 000 W avec une antenne d'une hauteur de 36 mètres permet une diffusion dans un rayon de 15 à 25 km autour de la préfecture de l'Aube.
Depuis le 24 avril 2010, la radio bénéficie d'un changement de site de diffusion à Montgueux à 265 m d'altitude avec un émetteur de 300 W détenant une antenne d'une hauteur de 15 mètres. La radio sera de nouveau autorisée à 1 000 W à partir du 5 novembre 2012. Cette mise à niveau permet à Radio Latitude d'être diffusé dans la quasi-totalité du département de l'Aube sur la même fréquence, ainsi qu'à Sézanne, Fère-Champenoise, et une partie du sud du département de la Marne.
La station espère désormais obtenir des nouvelles fréquences, notamment à Nogent-sur-Seine et Bar-sur-Aube, et dans les départements limitrophes.
Le 20 avril 2017, le CSA accorde une seconde fréquence à Radio Latitude, le 107.9 à Saint-Dizier, dans la Haute-Marne. Cette fréquence diffusait jusqu'en 2013 Radio Orient.

## Audiences
En 2011, Radio Latitude avait réalisé pour la 4e année consécutive un nouveau record d'audience avec 7,4 % de part de marché cumulé, devançant ainsi l'ensemble des stations régionales et locales et plusieurs stations nationales,.
En 2013, la station est écoutée par 14 900 auditeurs par jour. Un nouveau record d'audience est battu le 24 juillet 2014, avec 8,4 % d'audience à Troyes et 7,4 % dans l'Aube.